# 維特卡河

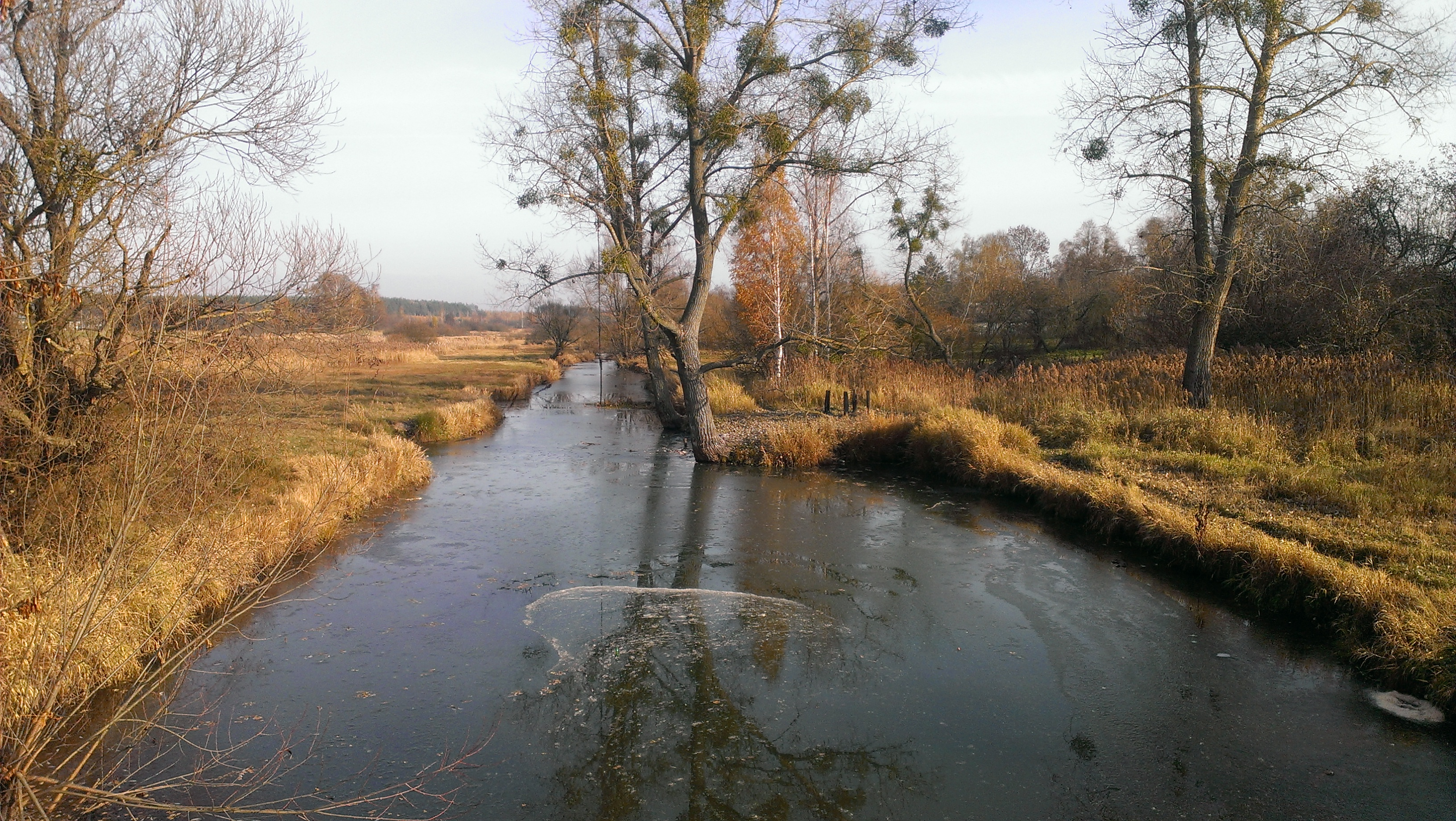

維特卡河（烏克蘭語：Вітка），是烏克蘭北部的河流，屬於熱雷夫河的左支流。該河發源自沃茲利亞科韋，流經日托米爾州的科羅斯滕區，河道全長26公里。